# Czerniewice
Czerniewice (deutsch Tscherniewitze) ist ein Dorf im Powiat Tomaszowski der Woiwodschaft Łódź in Polen. Es ist Sitz der gleichnamigen Landgemeinde mit 5020 Einwohnern (Stand 31. Dezember 2020). Die Ortschaft liegt am Fluss Krzemionka und zählt rund 730 Einwohner.

## Gemeinde
Zur Landgemeinde (gmina wiejska) Czerniewice mit einer Fläche von 127,7 km² gehören 29 Dörfer mit 30 Schulzenämtern (sołectwa).

## Sehenswürdigkeiten
Sehenswert ist die alte Pfarrkirche St. Margaretha. Der schlichte Holzbau aus der zweiten Hälfte des 19. Jahrhunderts birgt eine barocke Ausstattung aus dem 17. und 18. Jahrhundert. Aus dem 18. Jahrhundert stammt auch der freistehende hölzerne Glockenturm.

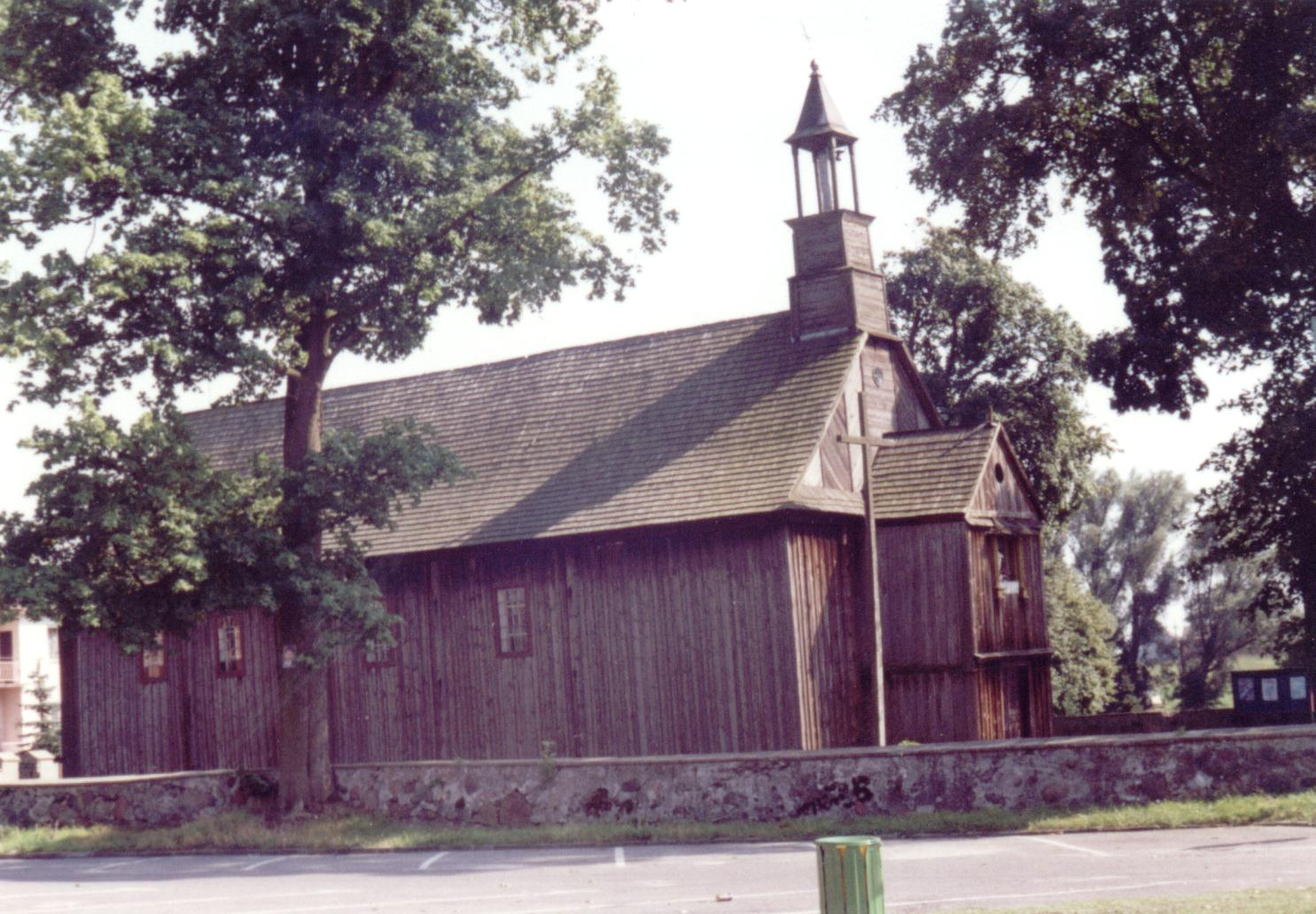
Margarethenkirche in Czerniewice